# ARL 44
El ARL 44 fue un tanque pesado francés producido nada más acabar la Segunda Guerra Mundial. Solo se produjeron 60 unidades y el modelo fue rápidamente sustituido.

## Desarrollo
Durante la ocupación alemana se realizaron desarrollos clandestinos de tanques en Francia, mayormente limitados a diseño de componentes y construcción de chasis con orugas supuestamente para uso civil o la Kriegsmarine. Estos trabajos fueron coordinados por el CDM (Camouflage du Matériel), una organización militar secreta francesa que intentaba producir material prohibido por el armisticio, con la idea de, combinando componentes, desarrollar un posible futuro tanque de 30 toneladas con cañón de 75 mm. Los proyectos eran muy dispares, incluyendo algunos como un trolebús, diversos vehículos sobre ruedas u orugas para la construcción del Ferrocarril transahariano o un quitanieves para la Kriegsmarine para su uso en Noruega. Las empresas encargadas fueron Laffly y Lorraine, además de un equipo de diseño militar en la Francia ocupada, encabezado por Maurice Lavirotte.
Cuando París fue liberada en agosto de 1944, el nuevo gobierno provisional francés hizo todo lo posible para recuperar la posición del país como gran potencia, intentando establecer su estatus como socio entre los aliados contribuyendo en todo lo posible al esfuerzo bélico. Uno de los medios para conseguirlo fue recomenzar rápidamente la producción de tanques. Antes de la guerra Francia había sido el segundo mayor productor de tanques, detrás de la Unión Soviética.
De todos modos los diseños de tanques ligeros y medios anteriores a la guerra de Francia se había quedado totalmente anticuados y no había forma de recuperar el tiempo perdido ni mejorar inmediatamente la calidad de componentes. Sin embargo podía haber una forma de compensarlo con un enorme tamaño. Un vehículo grande y bien armado podía ser útil a pesar de la obsolescencia de sus partes, especialmente mientras británicos y estadounidenses se acercaban al desarrollo alemán de tanques pesados, aunque no tuvieran vehículos operativos que igualasen al Tiger II en combinación de potencia de fuego y blindaje. Un segundo objetivo principal del proyecto era simplemente asegurarse que Francia tuviera en el futuro suficientes ingenieros militares, ya que si no se los empleaba en ese momento se buscarían otros trabajos y sus habilidades se perderían.
De acuerdo con esto se decidió producir 600 tanques pesados, diseñados por la Directión des Études et Fabrications d'Armement (DEFA) en el que los ingenieros de los anteriores APX (el militar Atelier de Puteaux) y AMX (la fábrica estatal Atelier de Construction d'Issy-les-Moulineaux) fueron concentrados formando el Atelier de Construction de Rueil (ARL) como taller militar. Al modelo se le llamó ARL 44. Las especificaciones no fueron muy ambiciosas inicialmente y requerían un vehículo de 30 toneladas con 60 mm de blindaje y armado con un cañón de 75 mm L44 que penetrase 80 mm de acero a 1000 metros, desarrollado por la ingeniería Lafargue a partir del cañón de 75 mm CA 32, conforme a los requerimientos del CDM.
Como Francia había sido aislada de los desarrollos de ingeniería del resto del mundo, los ingenieros se basaron en los modelos que conocían bien, principalmente el Char B1, el Char G1 y el FCM F1  —al contrario de lo afirmado en algunas fuentes el ARL 44 no es un rediseño del proyecto anterior del ARL 40. Se intentó usar componentes desarrollados entre 1940 y 1944 aunque pronto se comprobó que resultaban incompatibles. Como consecuencia de la dependencia de modelos anteriores el ARL 44 tuvo que llevar una suspensión muy anticuada con pequeñas ruedas de carretera, usando la misma oruga que el Char B1, limitando la velocidad máxima a unos 30 km/h. La proposición de usar una suspensión moderna extranjera fue rechazada ya que había comprometido el estatus de tanque completamente francés. Se concibió con un motor Talbot de 450 cv o un Panhard de 400 cv. El progreso fue muy lento debido a la escasez de recursos y a la destrucción de las infraestructuras de la región de París. Resultaba difícil incluso encontrar papel y material de dibujo.
En febrero de 1945 se celebró una reunión entre los ingenieros y el ejército. Los oficiales rápidamente informaron que la fabricación de un tanque con esas especificaciones no tendría sentido ya que sería inferior incluso al M4 Sherman, un modelo que podían obtener gratis de los aliados sin límite de cantidad. Por lo tanto se decidió que el ARL 44 portaría 120 mm de blindaje inclinado, aumentando el peso que, incluso en su etapa conceptual, era de 43 toneladas, a 48 toneladas. El armamento debía consistir en el cañón más potente disponible; esto tristemente hacía que fuese probablemente el 76 mm americano o, con suerte, el de 17 libras británico, ya que los aliados aún no disponían de cañones de 90 mm.
Solo un prototipo de madera se había construido por el equipo de ingeniería encabezado por el ingeniero general Maurice Lavirotte cuando terminó la guerra. De cualquier manera, el fin de las hostilidades no supuso el fin del proyecto. Para continuar con el diseño de tanques francés y aumentar la moral de la nación se decidió fabricar 60 vehículos, incluso cuando no había una necesidad táctica de ellos. En marzo de 1946 se pudo probar el primer prototipo. El Atelier et Chantiers de la Loire construyó la torreta ACL1, armada con el cañón de 76 mm americano; esta fue posteriormente sustituida por la torreta Schneider basada en la diseñada para el Char F1 y armada con el cañón antiaéreo naval de 90 mm DCA que tenía una velocidad de proyectil de 1000 m/s (AP; 1130 m/s HE) y freno de boca — de hecho el ARL 44 fue el primer tanque francés en llevar este cañón. Las pruebas de tiro empezaron el 27 de junio de 1947 y demostró ser más preciso que el del Panther usado como comparación.
Debido al cambio de armamento el desarrollo y producción de la torreta se retrasó tanto que no fue hasta 1949 cuando las torretas se pudieron encajar en los chasis producidos en 1946. 40 torretas fueron fabricadas por FAMH y unas 20 por Renault. Se equiparon con motores Maybach HL230 de 600 cv (575 cv reales) capturados de tanques alemanes en una misión encabezada por el general Joseph Molinié en verano de 1945, repitiendo lo ocurrido con el Char 2C que utilizó también motores Maybach capturados tras la Primera Guerra Mundial.

## Descripción
El ARL 44 es claramente un diseño basado en tanques pesados franceses previos. El casco alargado, de más de 9 metros, pero relativamente estrecho, como un vehículo concebido para cruzar trincheras anchas. La suspensión, con sus muchas ruedas de carretera pequeñas, que ya estaba desfasada para los años treinta, es el signo más obvio de su ancestral Char B1; es en esencia idéntica a la del Char B1. El modelo se ha comparado muchas veces con los muchos proyectos de "Super Char B" de antes de la guerra. La velocidad estaba igualmente limitada, el más lento de todos los tanques de 50 toneladas construidos postguerra. Esto es en parte debido a la falta de un motor suficientemente potente; que se intentó compensar usando una transmisión petro-eléctrica más eficiente. Este tipo de transmisión tiene la gran desventaja de recalentarse fácilmente y como resultado se dotó al ARL 44 de un sistema complejo de ventiladores y conductos de refrigeración; la superficie del motor se extiende tras las orugas para poder alojarlos. El glacis del casco está formado por planchas de 120 mm inclinadas unos 45°, otorgándole un blindaje efectivo de unos 170 mm. Esto hizo el ARL 44 el tanque más blindado hasta el Leclerc. En el glacis, en la parte baja derecha, se ubica una ametralladora en posición fija.
La torreta es la parte de aspecto más moderno; era además una solución claramente improvisada, soldada de forma precaria, ya que Schneider no podía producir aún torretas de fundición lo suficientemente grandes para alojar un cañón de 90 mm. Sin embargo el frontal de la torreta sí que era una sección de fundición. Ya que la torreta estaba posicionada en torno al medio del tanque, aun cuando se apuntaba hacia atrás el cañón sobresalía mucho; para facilitar el transporte se hizo retráctil en la torreta. Ésta giraba mediante un motor Simca 5.
En conjunto el ARL 44 era un diseño provisional insatisfactorio, llamado posteriormente el "Tanque de Transición", cuya principal función fue proporcionar experiencia en la construcción de vehículos pesados. La lección principal aprendida por muchos ingenieros fue la imprudencia de construir modelos muy pesados, y esta opinión fue reforzada por el fracaso del proyecto de transición del que el ARL 44 era parte: El mucho más ambicioso y pesado AMX 50. Tuvieron que pasar 16 años para que Francia, en 1966, construyese otra vez un carro de combate, el AMX 30. 

## Historia operacional

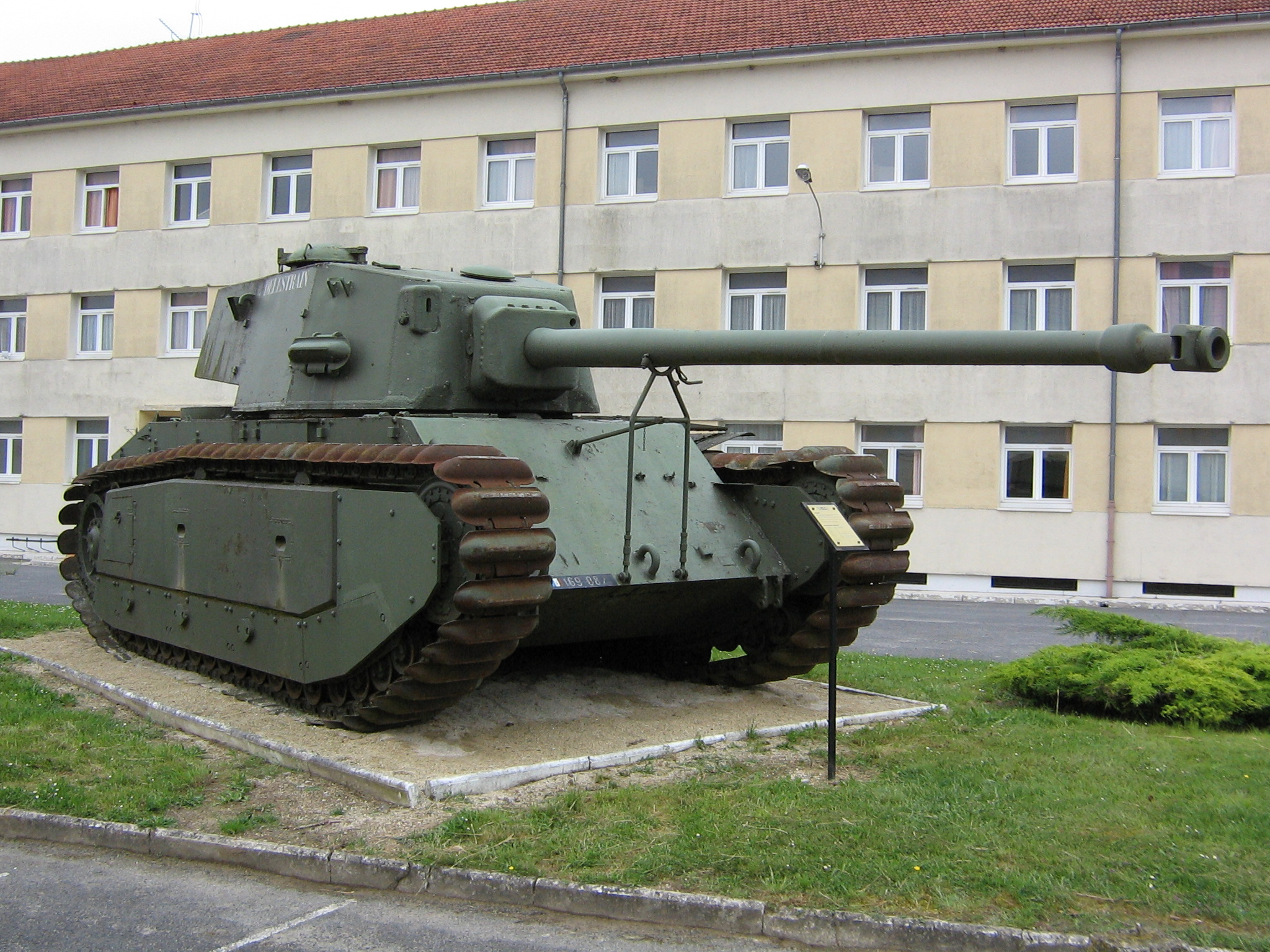
El ARL 44 del 501°-503° Regimiento de Tanques, en Mourmelon-le-Grand.

El ARL 44 equipó al 503e Régiment de Chars de Combat acuartelado en Mourmelon-le-Grand y para finales de 1950 reemplazó a 17 tanques Panther usados anteriormente por esa unidad. Durante su servicio el ARL 44 fue, de primeras, un vehículo poco fiable: los frenos, caja de cambios y suspensión eran muy frágiles. Un programa especial de mejora remedió muchos de estos problemas. El ARL 44 solo hizo una aparición pública en la que 10 vehículos participaron en el desfile del Día de la Bastilla el 14 de julio de 1951. Cuando pudieron disponer del M47 Patton estadounidense, el cual también tenía un cañón de 90 mm, fueron sustituidos en 1953 y usados como objetivos. El rumor de que la mayoría de ARL 44 fueron exportados a Argentina es infundado.
Tres ARL 44 sobreviven hoy día. Uno de ellos se puede visitar en el Musée des Blindés en Saumur, otro está en el 501°-503° Regimiento de Tanques de Mourmelon-le-Grand; el tercero es chatarra en la zona técnica de la base del 2º Regimiento de Dragones en Fontevraud, está relativamente completo pero el cañón está desmontado de la torreta.